# Apogonichthyoides regani
Apogonichthyoides regani és una espècie de peix pertanyent a la família dels apogònids.

## Descripció
- Pot arribar a fer 4,8 cm de llargària màxima.[5][6]

## Hàbitat
És un peix marí, demersal i de clima tropical.

## Distribució geogràfica
Es troba a l'Índic occidental: les illes Seychelles i Cargados Carajos.

## Observacions
És inofensiu per als humans.